# Pfarrhof Kirchberg am Wechsel

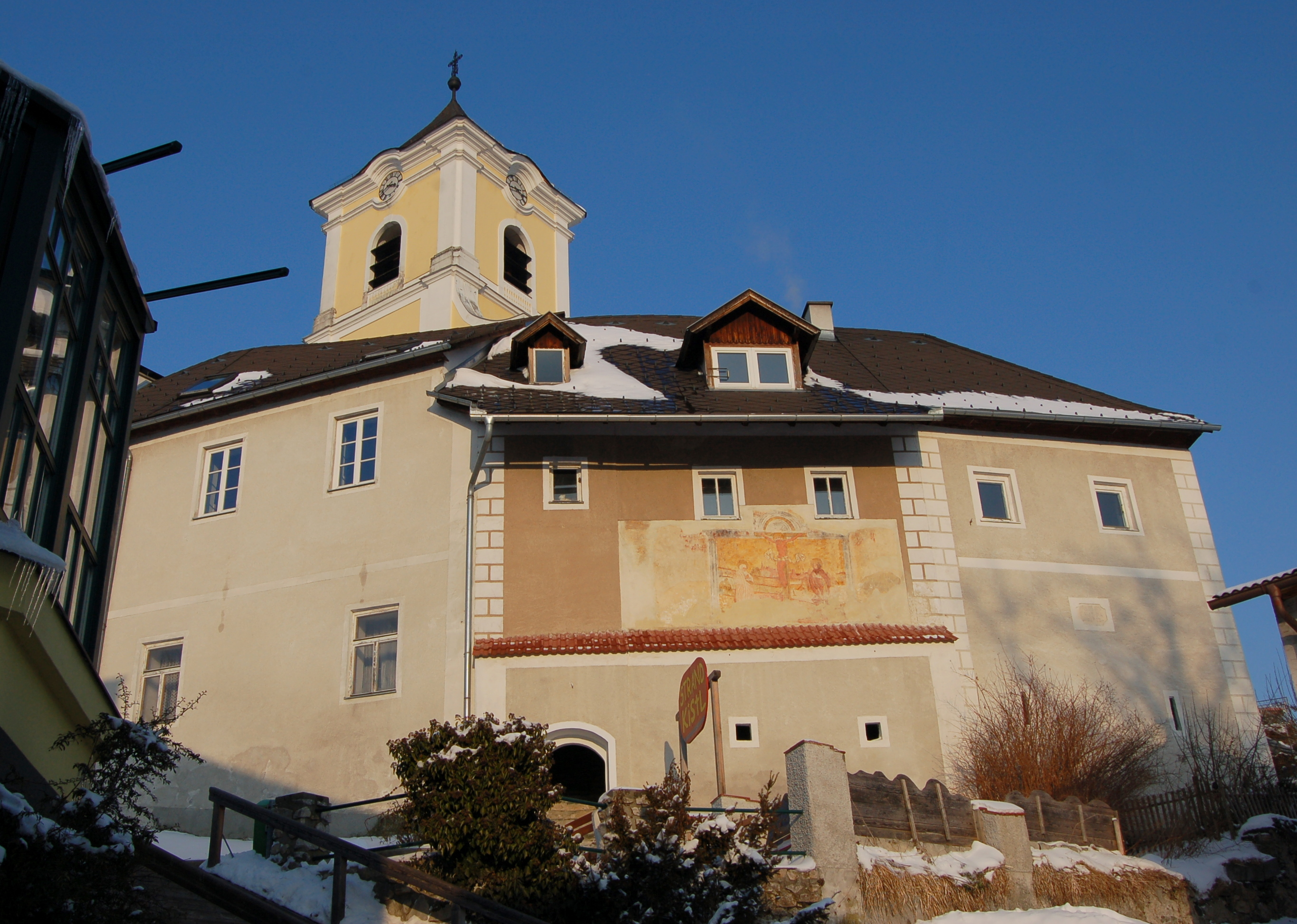
Südwesttrakt vom Ort her gesehen

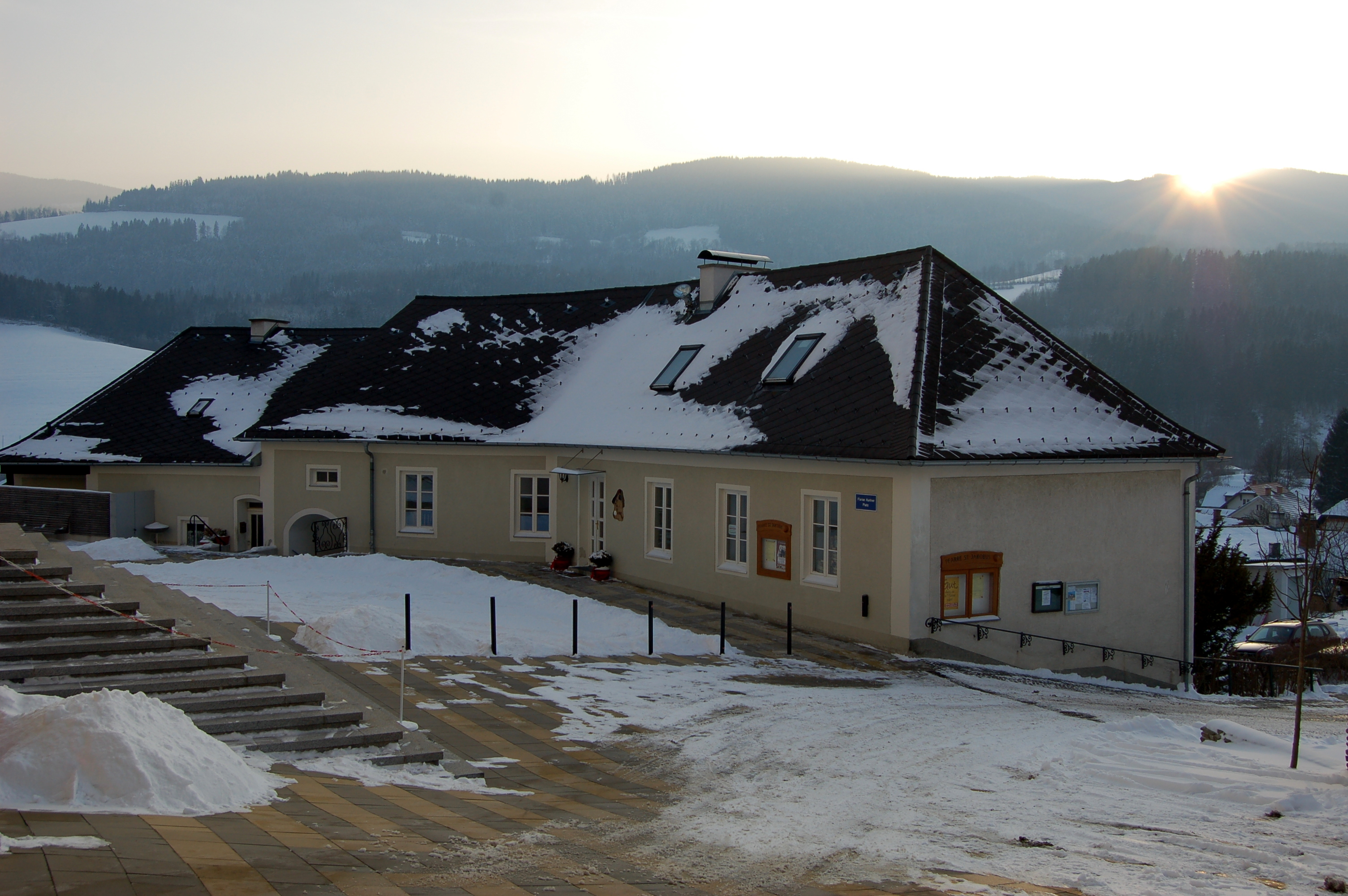
Südwesttrakt zum Kirchplatz Florian-Kuntner-Platz hin

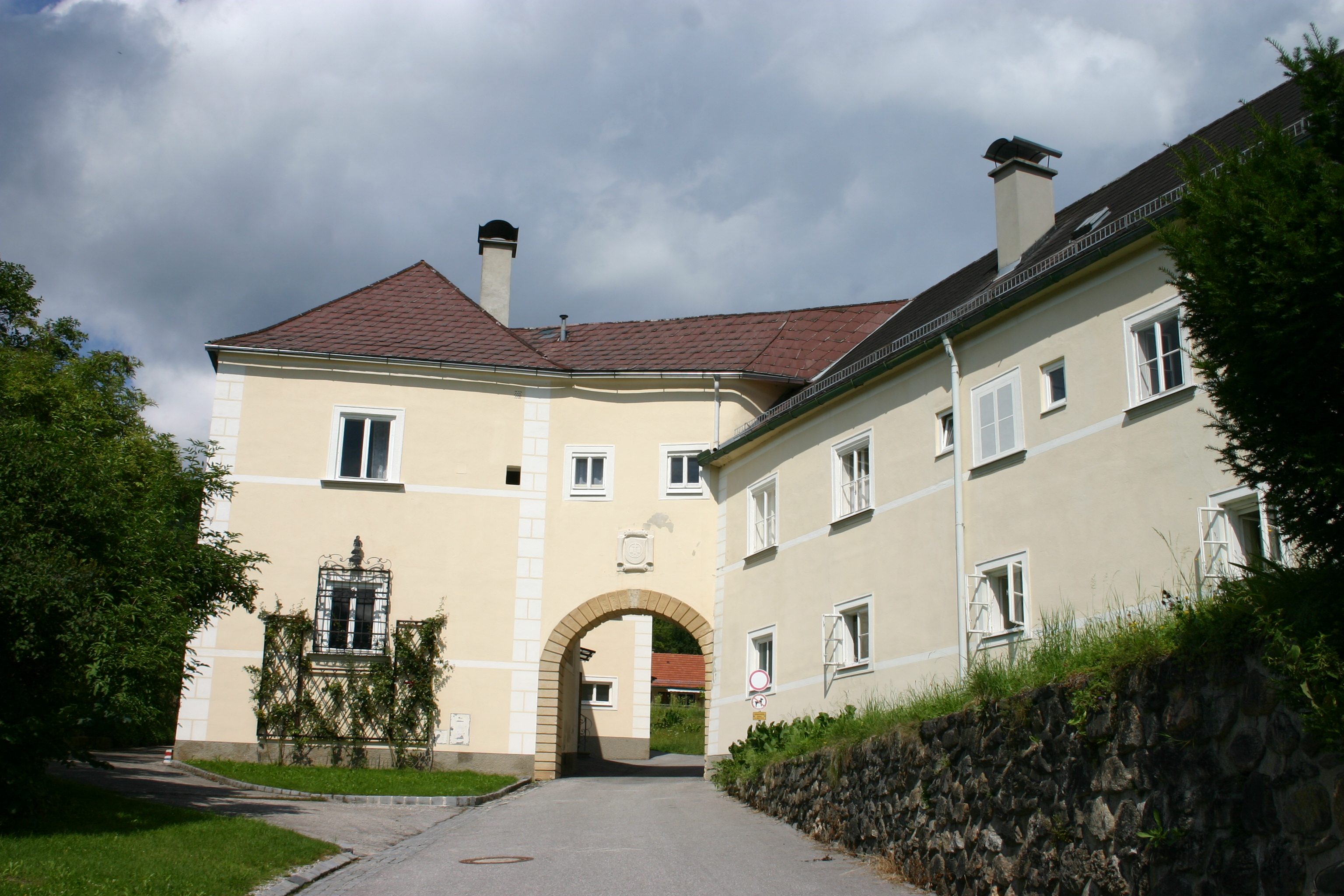
Nordwesttrakt mit Toreinfahrt angebunden an das Kloster

Der Pfarrhof Kirchberg am Wechsel steht in der Marktgemeinde Kirchberg am Wechsel im Bezirk Neunkirchen in Niederösterreich. Der Pfarrhof steht unter Denkmalschutz (Listeneintrag). Der Pfarrhof bildet mit der Pfarrkirche Kirchberg am Wechsel und dem Kloster Kirchberg am Wechsel ein Bauensemble.

## Architektur
Die ehemaligen unregelmäßig angelegten Nebentrakte des ehemaligen Chorfrauenstiftes stehen getrennt im Süden und Südwesten am Rand der Hangterrasse der Pfarrkirche und getrennt im Nordwesten der Pfarrkirche baulich mit einem spätmittelalterlichen Torbau zum Kloster verbunden.
Der südwestliche Trakt ist ein ein- bis zweigeschoßiger Bau über hohen Kellergeschoßen. Hier ist im Gebäudetrakt eine steiler Stiegenaufgang mit unregelmäßigen Stufenhöhen erhalten. Die Fassade hat schlitzförmige Schießschartenfenster und Ortsteinquaderung im Putz. Die Fassade zeigt eine Wandmalerei Kreuzigung mit Maria und Johannes in einer weiten Landschaft um 1530 in einer Rahmung in Renaissanceformen. Eine barocke Inschrift nennt die Jahresangabe 1722.
Der Kirchplatz zwischen Pfarrhof und Kirche wurde 2004 mit Florian-Kuntner-Platz benannt und 2008 mit Architekt Karl Ringhofer mit einem Labyrinth neu ausgelegt.
Der nordwestliche langgestreckte zweigeschoßige Wirtschaftstrakt wohl des ehemaligen Maierhofes des Chorfrauenstiftes hat weite Tonnengewölbe mit Stichkappen. Die rundbogige Tordurchfahrt ist eine bauliche Anbindung an das Kloster. Über dem Tor ist eine Wappenkartusche mit der Bezeichnung DH erhalten und zeigt die Renovierungsangabe 1974.